# Velodrom
Le Velodrom est un vélodrome couvert de la ville de Berlin, capitale de l'Allemagne. Il est situé dans le quartier de Berlin-Prenzlauer Berg, dans l'arrondissement de Pankow, sur l'allée Landsberger. Il fait également office de salle de concert.
Le vélodrome a été construit au début des années 1990, dans le cadre de la candidature de la ville de Berlin pour être la ville hôte des Jeux olympiques d'été de 2000. Le début des travaux a commencé en juin 1993, trois mois avant la décision du comité international olympique en faveur de la ville australienne de Sydney. Il a ouvert au public en 1997.
Le vélodrome accueille traditionnellement les six jours de Berlin, et a également accueilli les championnats du monde de cyclisme sur piste 1999.
En 2011, le Füchse Berlin a accueilli l'équipe du HC Dinamo Minsk à l'occasion de Ligue des champions de handball 2011-2012.
Le Velodrom a accueilli les épreuves de nage aux championnats d'Europe de natation 2014, la piscine adjacente (de) ne pouvant accueillir que 4 000 personnes. Une piscine temporaire est aménagée pour accueillir jusqu'à 12 000 spectateurs.
Les Championnats d'Europe de cyclisme sur piste 2017 se sont déroulés dans l'enceinte.